# Насвитис, Витаутас
Ви́таутас Насви́тис (лит. Vytautas Nasvytis; 8 апреля 1928, Каунас — 8 января 2016, Вильнюс) — литовский архитектор, заслуженный деятель искусства (1965), народный архитектор Литовской ССР (1982); профессор; лауреат Государственной премии Литовской ССР (1971); брат Альгимантаса Насвитиса, в соавторстве с которым создал ряд значительных проектов.

## Биография
Окончил Художественный институт Литовской ССР в Вильнюсе (1952). Преподавал в Художественном институте (ныне Вильнюсская художественная академия; 1953—2001); профессор (1979). Работал архитектором в Институте проектирования городского строительства в Вильнюсе (1952—1990).

## Творчество
Совместно с братом Альгимантасом Насвитисом оформлял интерьеры, выставки, разрабатывал проекты оформления республиканских праздников песен (1965, 1970, 1975, 1980, 1985; главный художник, совместно с братом), создавал проекты универсальной мебели для малогабаритных квартир, проектировал архитектурные части скульптурных памятников Пушкину в Вильнюсе (совместно с А. Насвитисом; скульптор Б. Вишняускас; 1955), Дарюса и Гиренаса в Каунасе (совместно с А. Насвитисом; скульптор В. Мачюйка; 1963), Юлии Жемайте в Вильнюсе (совместно с А. Насвитисом; скульптор П. Александравичюс; 1971), профессору Тадасу Иванаускасу в Каунасе (совместно с А. Насвитисом; скульптор С. Шараповас; 1980), Йонасу Яблонскису в Мариямполе (совместно с А. Насвитисом и Й. Пилкаускасом; скульптор П. Александравичюс; 1992), литовским ссыльным в Бийске на Матищенском кладбище (1999; по другим сведениям, открыт в июле 1998 года.
По проектам Витаутаса и Альгимантаса Насвитисов построены или реконструированы
- кафе «Неринга» (1959) и гостиница «Неринга» (капитальная реконструкция, 1960) в Вильнюсе на проспекте Гедимина
- почтамт (капитальная реконструкция, 1969) в Вильнюсе на проспекте Гедимина
- Драматический театр Литовской ССР (ныне Литовский национальный драматический театр; капитальная реконструкция, 1974—1981; Государственная премия СССР, 1983) в Вильнюсе на проспекте Гедимина
- здание Верховного Совета Литовской ССР, ныне Сейма Литовской Республики (1976—1981; при участии Робертаса Стасенаса) в Вильнюсе на проспекте Гедимина
- гостиница «Летува» (ныне „Reval Hotel Lietuva“; 1976—1983)
- реконструкция второго здания Сейма Литовской Республики с новым залом пленарных заседаний (2007; при участии Юраса Балькявичюса) в Вильнюсе на улице Гоштауто

По проекту Витаутаса Насвитиса, Витаутаса Бредикиса и других построен учебный корпус Художественного института Литовской ССР на Ужуписе (1981). Соавтор проекта Церкви Новых апостолов (Naujų apaštalų bažnyčia; совместно с М. Шаляморасом; 1993) на улице Расу, напротив кладбища Расу, и алтаря в парке Вингис во время апостольского визита папы римского Иоанна Павла II в Литву (совместно с Ю. Балькявичюсом; 1993).

## Награды и звания
- Государственная премия Литовской ССР (1970)
- Заслуженный деятель искусств Литовской ССР (1970)
- Профессор (1979)
- Народный архитектор Литовской ССР (1983)
- Государственная премия СССР (1983)
- Приз президента МОК А. Самаранча (1991)
- Орден Великого князя Литовского Гядиминаса 4-й степени (1998)
- Орден рыцаря архитектуры (1998)
- Медаль Независимости Литвы (2000)
- Премия Правительства Литвы в области культуры и искусства (2003)